# غايتانو برونيتي
غايتانو برونيتي (بالإسبانية: Gaetano Brunetti)‏ (و. 1744 – 1798 م) هو ملحن إسباني، ولد في فانو، يستخدم آلات كمان، توفي في مدريد، عن عمر يناهز 54 عاماً.

## روابط خارجية
- غايتانو برونيتي على موقع ميوزك برينز (الإنجليزية)
- غايتانو برونيتي على موقع ديسكوغز (الإنجليزية)